# كول ساند
كول ساند (بالإنجليزية: Cole Sand) هو ممثل أمريكي، ولد في 2003 في الولايات المتحدة.

## أعمال

### أفلام
- (2015) المينيون[2][3]

## وصلات خارجية
- كول ساند على موقع IMDb (الإنجليزية)
- كول ساند على موقع قاعدة بيانات الفيلم (الإنجليزية)